# Kontrola kamere
Kontrola kamere je operacija koja se vrši na kamernoj kontrolnoj jedinici. Vrši je operater koji se obično u televizijskom žargonu naziva majstor slike, dok je danas u većini slučaja vrši tehničko vođstvo. Sastavni je deo skoro svakog televizijskog prenosa uživo. Mogućnost kontrole kamere poseduje skoro svaka profesionalna televizijska kamera. Funkcija kontrole kamere je da se u relanom vremenu mogu menjati podešavanja (parametri) kamere kako bi se dobio željeni efekat i postigao optimalan kvalitet slike. Prednost ovih mogućnosti je u tome što se u toku snimanja emisije kamere u studiju obično pomeraju iz tamnijih u svetlije delove scene, menjaju uglove snimanja, a da pri tome podešavajući parametre kamere slika ostane dobrog kvaliteta. Kada se radi u sistemu sa više kamera, one trebaju biti „ujednačene“ - da izgledaju isto u pogledu balansa boja i inteziteta slike što se vrši kontrolom kamere dok se kamermanu u studiju ostvalja da se usredsredi na kompoziciju kadra. 
Kamerna kontrolna jedinica (CCU) je sastavni deo kamernog lanca koji se sastoji iz: 
- Glave kamere
- Tela kamere
- Kabla za povezivanje (triax, muliticor, fiber)
- Kamerne kontrolne jedinice
- Daljinskog kontrolnog panela

Parametri kontrole kamere koje pre svakog snimanja terba podesiti su:
- Balans bele
- Otvor blende
- Nivo crnog (pedestal)
- Kolorimetrija

## Balans bele
Predstavlja način na koji se bela boja reprodukuje na fotografiji u odnosu na temperaturu svetlosnog izvora. Pošto različiti svetlosni izvori nemaju istu temperaturu zračenja svetlosti, mi pri svakoj promeni izvora moramo kameri "reći" šta je zapravo bela boja pri tom svetlu i to se radi uz pomoć odgovarajuće test karte. Svaka digitalna kamera ima mogućnost automatskog podešavanja bele boje koje se najčešće i koristi.

## Otvor blende
Blenda (apertura) je zatvarač koji stoji preko sočiva. Kada se blenda otvori, ona propušta svetlost u fotoaparat. Ako se blenda otvori više, kroz objektiv ulazi više svetla. Ako se otvori manje, ulazi manje svetla.Mera otvora blende naziva se f-broj. Ako je f-broj veći, blenda je zatvorenija. Ako je f-broj manji, blenda je otvorenija. Kod većine kamera f-broj kreće se od 2 do 22, mada je moguć i veći raspon. Ako je f-broj 2, to znači da je blenda sasvim otvorena. Ako je 22, to znači da je blenda gotovo sasvim zatvorena, te da u kameru ulazi sasvim malo svetla.

## Nivo crnog
Odnosi se na apsolutni nivo crnog ili najcrnje crnom koje kamera može reprodukovati. deo slike signala ne može ići ispod 0 IRE, jer snižavanjem pedestala proizvodi sažimanje crnog u slici do čisto crnog 0 IRE.

## Kolorimetrija
Podešava se tako što se bira najbolji odnos između crvene plave i zelene boje.

## Spoljašnje veze
- Luma and Waveforms Архивирано на веб-сајту  (18. мај 2015)
- Digital Video and HDTV: Algorithms and Interfaces
- The History of Television, 1942 to 2000
- RCA TV Equipment Section of The Broadcast Archive
- Camerapedia